# Muzeul Vrancei
Muzeul Vrancei sau Casa Ștefănescu este un muzeu județean din Focșani, amplasat în B-dul Gării nr. 5. 
Complexul Muzeal Vrancea cuprinde secții de istorie și arheologie, etnografie, științele naturii; mausoleele din Mărășești, Mărăști, Soveja, precum și casele memoriale ale unor personalități precum: Ion Roată (comuna Câmpuri) și Alexandru Vlahuță. Muzeul Vrancei deține bogate colecții de bunuri arheologice, etnografice și de științele naturale, expuse în expozițiile de bază sau în cele 72 de obiective ale Secției de Etnografie. Un bogat tezaur de mărturii ce probează existența și evoluția comunităților umane pe teritoriul județului Vrancea a fost realizat în urma unor intense cercetări arheologice ce au scos la iveală unelte, ceramică, podoabe, tezaure monetare, mărturii ale credințelor și obiceiurilor colectivităților umane din epocile neolitică, bronz, geto-dacică, evul mediu. De asemenea, muzeul mai deține obiecte și documente ce poartă amprenta evenimentelor petrecute în veacul al XIX-lea (1848, Unirea Principatelor, Războiul de Independență), dar și a unor personalități ale vieții sociale, culturale și politice vrâncene (scriitorul și diplomatul Duiliu Zamfirescu, juristul Gh. Apostoleanu, arhitectul Ion Mincu, geograful S. Mehedinți, întemeietorul teatrului focșănean - maiorul Gheorghe Pastia, scriitorul Al. Vlahuță, țăranul Ion Roată). Mărturiile etnografice, peste 6.000 la număr (unelte, ceramică, port popular, textile de casă), vin să completeze mărturiile arheologice și istorice, oferind o imagine a vieții pe aceste meleaguri. Se remarcă în principal colecția de port popular, în special cea de cămăși și catrințe (unele dintre ele unicate în ceea ce privește materialele utilizate: fir metalic și lânică), precum și colecția de tipare de caș rotunde sau păpușare specifice zonei etnografice Vrancea. Patrimoniul de științele naturii (peste 50.000 de piese) numără colecții de insecte, de ornitologie, dar și de moluște, mamifere și plante. Între acestea se înscriu piese de valoare științifică și documentară unicate ca cele din colecția de entomologie, familia Panorpide.
Clădirea muzeului este declarată monument istoric, având codul VN-II-m-B-06431.  Casa dateaza de la sfarsitul secolului al XIX-lea si a fost construita intr-un stil arhitectural românesc. 